# Michael Sterzer
Michael Sterzer (* 24. März 1893 in Adelsreuth; † 4. Januar 1970 in Babenstuben) war ein deutscher Politiker (CSU). Er war von 1950 bis 1954 Mitglied des Bayerischen Landtages.

## Leben
Sterzer besuchte nach der Volks- und Fortbildungsschule die Landwirtschaftsschule Wolfratshausen. Im Ersten Weltkrieg diente er von 1914 bis 1918 und heiratete sich 1918 in einen Bauernhof ein. Er hatte von 1918 bis 1933 verschiedene Ämter in landwirtschaftlichen Berufsorganisationen inne und erhielt die Auszeichnung mit der großen silbernen Medaille für mustergültige Meliorationen.
Vor 1933 war Sterzer Mitglied der Bayerischen Volkspartei, viele Jahre Mitglied des Gemeinderates in Herrnhausen, Mitglied des Bezirkstages, Zweiter Bürgermeister von Herrnhausen und Beisitzer beim Bauerngericht. Nach 1945 wurde er Mitglied der CSU und zudem Kreisrat für die CSU in Wolfratshausen und Zweiter Vorsitzender des dortigen Bezirksbauenverbandes. Es folgte eine Berufung in den Verwaltungsrat der Kreissparkasse. Zwei seiner Söhne fielen in Russland und zwei weitere Söhne kamen als Kriegsversehrte zurück.
Sterzer war vom 27. November 1950 bis zum 12. Dezember 1954 für den Wahlkreis Oberbayern Mitglied des Bayerischen Landtages sowie der dortigen CSU-Fraktion. Im Landtag war er des Weiteren Mitglied des Ausschusses für Ernährung und Landwirtschaft, des Ausschusses für Angelegenheiten der Heimatvertriebenen und Kriegsfolgegeschädigten sowie des Ausschusses für Sozialpolitische Angelegenheiten.